# Yenice, Çayeli
Yenice là một xã thuộc huyện Çayeli, tỉnh Rize, Thổ Nhĩ Kỳ. Dân số thời điểm năm 2010 là 117 người.